# Senta tenebra
Senta tenebra är en fjärilsart som beskrevs av George Francis Hampson 1905. Senta tenebra ingår i släktet Senta och familjen nattflyn. Inga underarter finns listade i Catalogue of Life.